# La crisi della coscienza europea

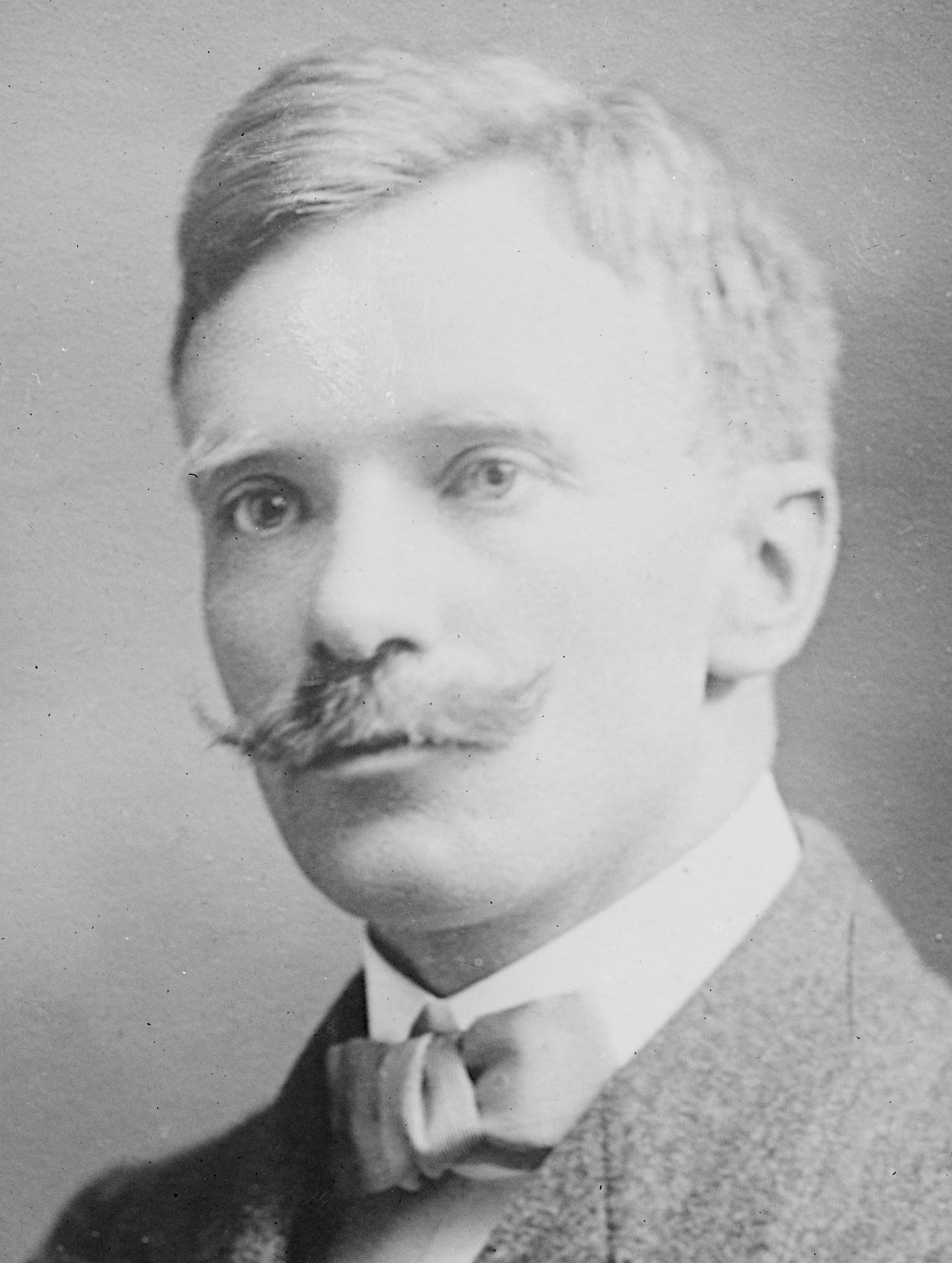
Autore di "La crisi della coscienza europea"

La crisi della coscienza europea è una riflessione divenuta testo di Paul Hazard. 

## Trama
Il testo parla del periodo che va dal  tardo XVII al XVIII secolo; questa crisi fu causata in particolare dalla società dell'epoca, lo sviluppo della scienza e della ragione, e le nuove idee filosofiche che mettevano in discussione quelle tradizionali.
Per affrontare questa crisi Hazard  propone nuovi valori fondati sull'individualismo, la tolleranza ed infine l'umanesimo. 
Egli infatti sottolinea il bisogno o addirittura la necessità di abbandonare le rigidità dogmatiche del passato per promuovere successivamente l'idea di una società basata sulla tolleranza religiosa e sulla libertà di pensiero, dove le persone possono esprimere la propria opinione senza preoccuparsi di possibile censura dalla parte della chiesa.

## Opera
L'opera ha avuto un impatto significativo dal punto di vista sia culturale che intellettuale dato che è servita per poter meglio comprendere  a trasformazione dei valori e delle idee in Europa durante il periodo che va dal 1680 al 1715.